# Exeterská katedrála

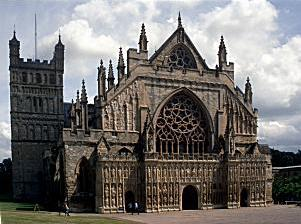
Exeterská katedrála

Exeterská katedrála je anglikánská katedrála ve městě Exeter na jihozápadě Anglie a sídlo biskupa exeterského. Současná budova byla dokončena okolo roku 1400 a její zvláštností je mimo jiné nejdelší nepřerušovaný klenutý strop v Anglii.

## Historie
Založení katedrály v Exeteru, zasvěcené Svatému Petru, je datováno do roku 1050, kdy zde bylo přesunuto, z obav před útoky z moře, sídlo biskupa Devonu a Cornwallu. Již předtím existoval v Exeteru saský chrám, ve kterém měl své sídlo biskup Leofric, ale bohoslužby se často konaly na otevřeném prostranství poblíž místa, kde nyní stojí katedrála. Jmenování synovce Viléma I. do exeterské diecéze bylo impulsem ke stavbě katedrály v normanském slohu, která byla zahájena roku 1133. Po jmenování nového biskupa roku 1258 byla stavba shledána zastaralou a byla rekonstruována v dekorativním slohu. Větší část normanské stavby, dvě masivní čtvercové věže a část zdí, byla zachována. Nová katedrála byla dokončena okolo roku 1400.
Podobně jako ostatní anglické katedrály byla i exeterská poškozena v době rušení anglických klášterů za Jindřicha VIII., ale protože nebyla klášterem, nebyla újma veliká. V době občanské války byla zničena křížová chodba. Po jmenování Karla II. byla katedrála vybavena velkolepými varhany. Bombardování v době druhé světové války způsobilo velké poškození katedrály, byla především zničena mozaiková okna.
Mezi zvláštnosti katedrály patří velké hodiny (jedny z několika astronomických hodin pocházejících z období 14. až 16. století v západní Anglii), balkóny a zdobený strop, na němž je mimo jiné zobrazena vražda Tomáše Becketa. Vzhledem k tomu, že katedrála nemá centrální věž, je tento zdobený strop nejdelším nepřerušeným klenutým stropem v Anglii.